# ديونيسيو إيمانويل فيلالبا روخانو
ديونيسيو ايسكالانتي (بالإسبانية: Dionisio Emanuel Villalba Rojano) (21 ديسمبر 1989 بمالقة في إسبانيا - ) هو لاعب كرة قدم إسباني في مركز الهجوم. لعب مع ديبورتيفو لاكورونيا وراسينغ سانتاندير وريال أوفييدو ونادي أودينيزي ونادي إيركوليس ونادي غرناطة ونادي قادش ونادي ليغانيس وCaravaca CF ‏ وMurcia Deportivo CF ‏.

## روابط خارجية
- ديونيسيو إيمانويل فيلالبا روخانو على موقع قاعدة بيانات كرة القدم.إي يو (الإنجليزية)
- ديونيسيو إيمانويل فيلالبا روخانو على موقع Soccerway.com (الإنجليزية)
- ديونيسيو إيمانويل فيلالبا روخانو على موقع AS.com (الإسبانية)